# Christian Frei
Christian Frei (Schönenwerd, 1959) es un director de cine, productor y guionista suizo.
De 2006 a 2023 Christian Frei es encargado de competencia de reflexión en la Universidad de San Galo (HSG). De 2006 a 2009 fue presidente de la comisión de expertos “película documental” de la Oficina Federal de la Cultura Suiza. De 2010 a 2022 presidente de la Academia del Cine Suizo.

## Carrera
Christian Frei ha ganado una reputación como un productor ambicioso de películas documentales que describe sus temas con destreza. Él sigue siendo cerca de las personas retratadas, cada instante en búsqueda de momentos auténticos.
Frei estudió medios visuales en el Instituto de periodismo y ciencias de la comunicación de la Universidad de Friburgo. En 1981 realizó su primera película documental, Die Stellvertreterin. Desde el film Fortfahren, corealizado con Ivo Kummer en 1984, es realizador y productor independiente. Con Der Radwechsel siguió otro cortometraje antes de que presentó su primer largometraje documental para el cine, Ricardo, Miriam y Fidel, en 1997. Fue el retrato de una familia cubana frente al dilema de los ideales revolucionarios y el sueño de la emigración a los EE. UU. Fue una película única en la manera de retratar un conflicto político, mostrando los dos lados de una misma moneda.
War Photographer marcó en 2001 un punto de inflexión en la carrera del director y le ha fomentado el éxito internacional con una nominación al Oscar y con numerosos premios cinematográficos. Frei acompañó durante dos años el fotógrafo de guerra [James Nachtwey] en distintos escenarios bélicos del mundo. El documental es una película sobre un hombre comprometido y tímido a la vez considerado como uno de los fotógrafos de guerra más significativos y valientes de nuestro tiempo – y que, sin embargo, no corresponde al cliché del viejo soldado curado de espanto. Frei juega con las dudas del espectador y deja percibir la deriva de los medios de comunicación y las contradicciones de dicha profesión antes de que se evoquen. La película hace un apelación a nuestra simpatía e intenta realizar un acercamiento documental a la guerra misma. Se une con el público y la crítica en todo el mundo con una gran respuesta así que ahora es considerada como un clásico.
En 2005 siguió de nuevo con The Giant Buddhas otra obra de contenido políticamente explosivo y de contexto global: La documentación sobre la destrucción de los ilustres budas gigantes del valle de Bamiyán en Afganistán. Es un viaje documental
sobre la fe y el fanatismo, la tolerancia y el terrorismo, la identidad y la ignorancia – un documental de viajes que llena un vacío temático. Una búsqueda a lo largo de una línea de múltiples facetas, que tanto separa como une las personas y las culturas.
En 2010 Christian Frei ganó el premio del mejor director de la sección dedicada al cine internacional (“World Cinema Directing Award”) del famoso Festival de Sundance para Space Tourists (2009). La película es una visión lacónica de los multimillonarios que se apuntan a la moda pujante del turismo espacial. Space Tourists contrasta el mundo de turistas de espacio acaudalados con aquel de coleccionistas de chatarra de cohetes kazajos, quienes salen bajo condiciones peligrosas en busca de los escalones de cohetes de gran valor. Impresionantes y poéticas imágenes de un mundo fascinante que nos hacen reflexionar sobre los límites éticos del ser humano y su hambre de conquista a cualquier precio. Críticos hablan de una película vertiginosa llena de miradas sensacionales que consolida la reputación de Frei de ser uno de los reporteros más originales y más innovadores de la actualidad.
En 2014, Sleepless in New York celebra su estreno en la sección oficial de Visions du Réel, el festival internacional de cine especializado en documentales. Sus tres protagonistas, infelizmente enamorados, cuentan del dolor tras la separación de sus respectivas parejas. Estas reflexiones íntimas se complementan con los estudios de la prestigiosa antropóloga Helen Fisher. Fisher investiga los procesos fisiológicos del cerebro en relación con los sentimientos románticos. En este documental, Christian Frei colabora con el camarógrafo Peter Indergand, desarrollando una cámara especial con un espejo esférico, que ayuda a experimentar visualmente la soledad de los tristes protagonistas.
En 2016, Christian Frei produce Raving Iran, película de la joven directora Susanne Regina Meures. El documental acompaña a dos DJ’s iraníes de la escena techno clandestina en Teherán, arriesgándose a todo para escapar de los guardianes de la moral iraníes. La obra ha recibido numerosos premios de jurado y de público en variados festivales internacionales.
El documental Genesis 2.0 celebró su estreno mundial en enero de 2018 en el Festival de Sundance y recibió el premio del Jurado Especial del World Cinema Documentary para Cinematografía (World Cinema Documentary Special Jury Award for Cinematography). El director de fotografía suizo Peter Indergand y el cineasta ruso y codirector de la película Maxim Arbugaev fueron los responsables del trabajo de cámara. Génesis 2.0 sigue a cazadores de mamuts en el remoto archipiélago de las Islas de Nueva Siberia, así como a los investigadores de ADN y  biólogos moleculares en Corea del Sur, China y los Estados Unidos.

## Filmografía
- Die Stellvertreterin (1981)
- Fortfahren (1982)
- Der Radwechsel (1984)
- Ricardo, Miriam y Fidel (1997)
- Kluge Köpfe (1998)
- Bollywood im Alpenrausch – Indische Filmemacher erobern die Schweiz (2000)
- War Photographer (2001)
- The Giant Buddhas (2005)
- Space Tourists (2009)
- Sleepless in New York (2014)
- Genesis 2.0 (2018), codirector Maxim Arbugaev

## Premios y distinciones
Premios Óscar
| Año  | Categoría              | Película         | Resultado |
| ---- | ---------------------- | ---------------- | --------- |
| 2002 | Mejor documental largo | War Photographer | Nominado  |

Ricardo, Miriam y Fidel
- Basic Trust International Human Rights Film Festival Ramallah-Tel Aviv 2000: premio del público

War Photographer
- Gregory Foster Peabody Award 2003
- Emmy 2004: nominación a favor de Peter Indergand, operador de cámara
- Adolf Grimme Award 2003: premio especial Ministry for Development, Culture and Sports
- Durban International Film Festival 2002: mejor documental
- Cologne Conference 2002: premio Phoenix Best non-fiction
- Rehoboth Beach, Delaware Independent Film Festival 2002: premio del público
- Viewpoint film festival Gent 2002: ganador
- European Documentary Film Festival Oslo 2003: Eurodok award
- Dokufest Pizren Dokumentary and Short Film Festival 2003: ganador
- British Documentary Awards 2002: Shortlisted The Grierson Award Category International Documentary
- Premio suizo del cine 2002: nominación mejor documental
- Docaviv Tel Aviv International Documentary Film Festival: winner
- Sichuan TV Festival: premio Gold Panda mejor documental
- Mountain Film Festival Telluride (Colorado) 2003: premio Voice of Humanity

The Giant Buddhas
- Dok Leipzig 2005: Silver Dove
- Dokufest Pizren Dokumentary and Short Film Festival 2006: ganador ex aequo
- Trento Film Festival 2006: Silver Gentian
- Tahoe/Reno International Film Festival 2006: Best of the Fest - documental
- Sundance Film Festival 2006: nominación Grand Jury Prize documental
- Premio suizo del cine 2006: nominación mejor documental

Space Tourists
- Beldocs Belgrad 2010: Mejor cámara
- Berg- und Abenteuerfilmfestival Graz 2010: Grand Prix documental
- Regio Fun Film Festival Katowice 2010: segundo premio documental
- European Documentary Film Festival Oslo 2010: Eurodok Award
- Sundance Film Festival Park City 2010: World Cinema Directing Award
- EBS International Documentary Film Festival Seoul 2010: Premio del jurado especial
- Premio suizo del cine 2010: nominación mejor documental
- Cervino Cine Mountain International Mountain Film Festival 2011: Miglior Grand Prix dei Festival 2011
- The Documentary Channel 2012: Premio del jurado «Best of Doc»

Genesis 2.0
- Sundance Film Festival 2018: Premio del Jurado Especial del World Cinema Documentary para Cinematografía (Maxim Arbugaev y Peter Indergand)
- Moscow International Film Festival 2018: premio del público[17]
- 15th Seoul Eco Film Festival 2018: Mejor Largometraje[18]
- CinemAmbiente Turin 2018: Mejor Documental Internacional[19]
- Green Film Network 2018: Mejor Documental[20]
- Lunenburg Doc Fest 2018: Premio Largometraje Documental[21]
- International Arctic Film Festival Golden Raven 2018: Premio Golden Raven[22]
- DocUtah 2018: Mejor film extranjero[23]
- Premio cinematográfico de la ciudad Zürich 2018: Zürcher Filmpreis[24]
- Premio suizo del cine 2019: nominación mejor documental
- Budapest International Documentary Film Festival 2019: Premio principal sección “Naked Truth”[25]

## Literatura
- Norbert Creutz: Director’s Portrait Christian Frei, ed. para SwissFilms, mayo de 2006, http://www.swissfilms.ch/en/film_search/filmdetails/-/id_person/855106512 Archivado el 28 de marzo de 2016 en Wayback Machine.
- The Tectonics of Humanity. GEO Edition Documentaries Christian Frei Colletion, ed. by Warner Home Video Switzerland 2007 (in englisch).